# إنيو كاردوني
إنيو كاردوني (بالإيطالية: Ennio Cardoni)‏ لاعب كرة قدم إيطالي في مركز الدفاع (ولد في يوم 21 فبراير من العام 1929 في ليفورنو) لعب لنادي ليفورنو ونادي روما ونادي أتالانتا بيرغامو .

## اقرأ أيضاً
- برونو كونتي
- فرانشيسكو توتي
- نادي روما